# Погулянка (Червенський район)
Погулянка (біл. вёска Пагулянка) — село в складі Червенського району Мінської області, Білорусь. Село підпорядковане Валевачівській сільській раді, розташоване в центральній частині області.